# Theodor von Hörmann
Theodor Hörmann von Hörbach (13. prosince 1840 Imst, Tyrolsko – 1. července 1895 Štýrský Hradec) byl rakouský krajinář.

## Život
Theodor von Hörmann sloužil nejprve v rakouské císařské armádě. V roce 1859 se zúčastnil sardinské války a v roce 1866 německé války. Dosáhl hodnosti nadporučíka.
V letech 1873-1875 studoval na vídeňské Akademii výtvarných umění u Eduarda Peithnera von Lichtenfelsa a Anselma Feuerbacha. V roce 1875 se stal učitelem volného kreslení a šermu na vojenském gymnáziu v Sankt Pöltenu.
V roce 1884 se oženil s Laurou Bertuchovou a ukončil vojenskou službu. Poté podnikl studijní cesty. Zejména pobyt v Paříži 1886-1890 ho silně ovlivnil ve smyslu impresionismu. 1890 se přestěhoval do Znojma a 1893 přešel do Vídně. Zde se v roce 1895 stal členem vídeňského domu umělcůu.

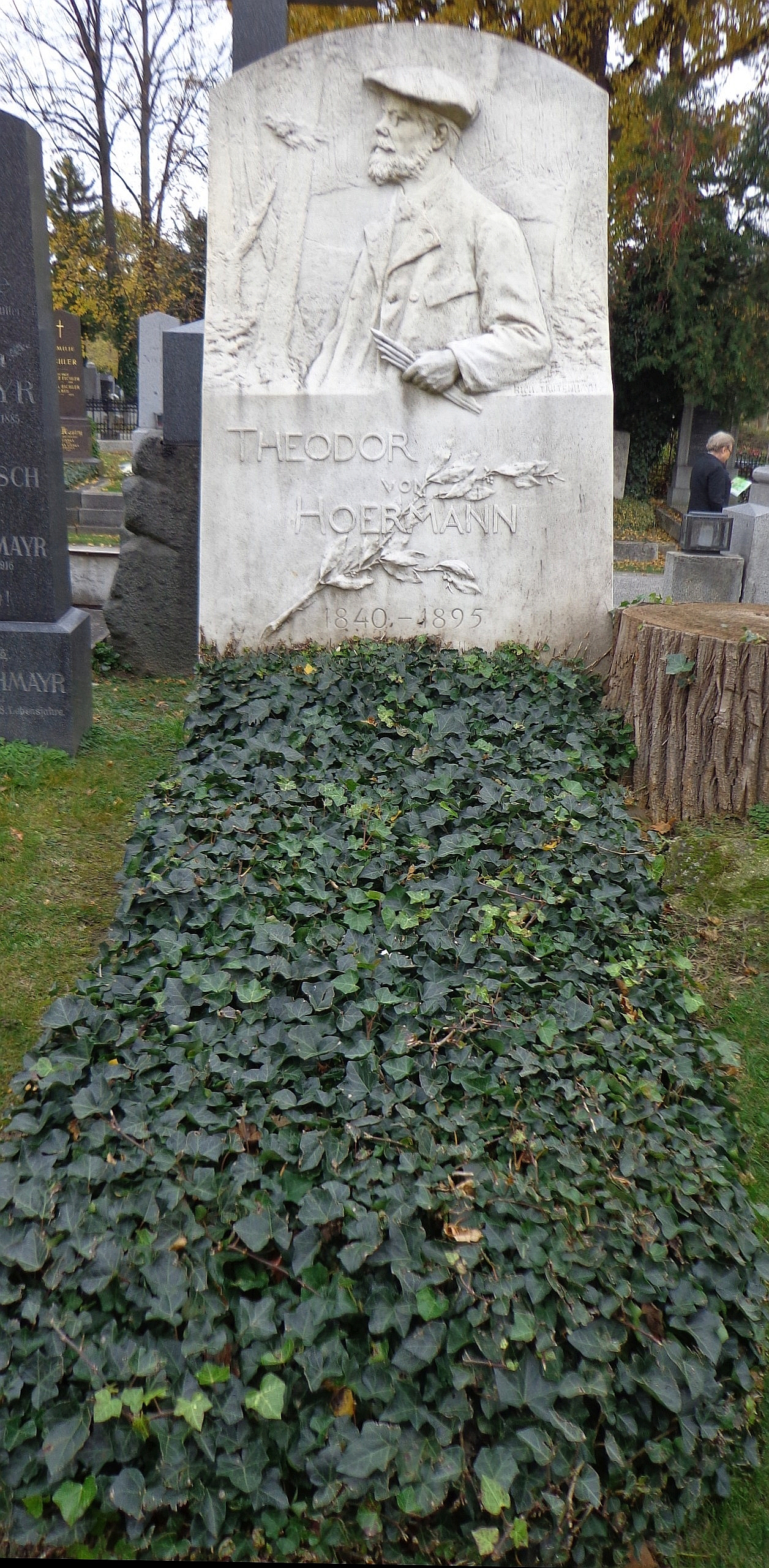
Čestný hrob Theodora von Hörmanna ve vídeňském ústředním hřbitovu

Na cestě do Itálie Hörmann v roce 1895 ve Štýrském Hradci zemřel. Byl pohřben na vídeňském ústředním hřbitově (čestné hroby, skupina 31A, řada 2, hrob č. 14),. Jeho pomník navrhl Richard Karl Tautenhayn, který ve Znojmě učil.

## Výkon
Theodor von Hörmann byl krajinář a stylově ho lze přiřadit k rakouskému náladovému impresionismu. Jeho krajiny vždy vycházely z přírody a vyznačovaly se výrazným použitím barev, což jeho současníci příliš neocenili. Často se uvolňují pomocí figurální stafáže. Pod vlivem Emila Jakoba Schindlera těsně před svou smrtí neochotně změnil svůj dosavadní styl, který mu začal přinášet uznání. Jeho význam byl však plně doceněn až po jeho smrti. Hermann Bahr ho označil za prvního secesionistu.

## Dílo
- Lesní potok u Lilienfeldu v zimě (Waldbach bei Lilienfeld im Winter) (Sankt Pölten, Dolnorakouské muzeum, Inv. Nr. 5224), 1878, olej na plátně
- Lom (Steinbruch) (Sankt Pölten, Dolnorakouské muzeum, Inv. Nr. 5437), 1883, olej na plátně
- Těžba dřeva u Rekawinkelu (Holzschlag bei Rekawinkel) (Sankt Pölten, Dolnorakouské muzeum, Inv. Nr. 6207), 1883, olej na plátně
- Pračky konopí u Gödöllö (Hanfwäscherinnen bei Gödöllö) (Linec, Hornorakouské zemské muzeum, Inv. Nr. G 1995), olej na mahagonu, 19,5 × 40 cm
- Umělec a jeho žena (Der Künstler und seine Frau) (Sankt Pölten, Dolnorakouské muzeum, Inv. Nr. 6430), 1890, olej na plátně, 55,3 × 37,8 cm
- Sběrač bobulí (Beerensammlerin) (Sankt Pölten, Dolnorakouské muzeum, Inv. Nr. 5149), 1890, olej na plátně, 47,7 × 36,5 cm
- Malíř v květinové zahradě (Der Maler im Blumengarten) (Innsbruck, Tyrolské státní muzeum, Inv. Nr. Gem 986), 1892, olej na plátně, 37 × 58 cm
- Znojmo ve sněhu II (Znaim im Schnee II) (Vídeň, Belvedere), 1892, olej na plátně, 79 × 100 cm
- Pole Esparsette u Znojma II (Esparsettenfeld bei Znaim II) (Vídeň, Belvedere), 1893, olej na plátně na dřevě, 22 × 48 cm

## Galerie

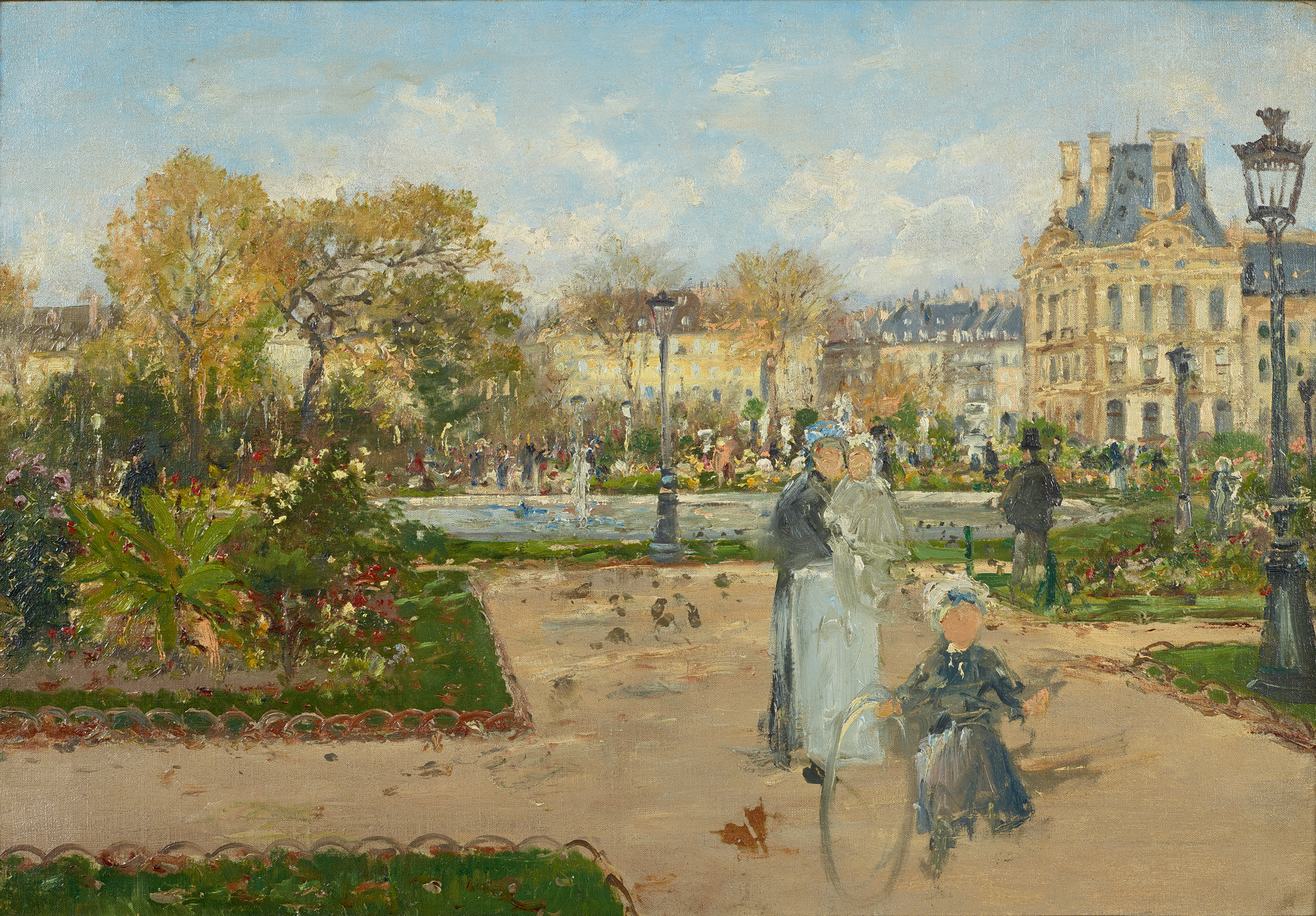
V Tuileriích (In den Tuilerien), asi 1888, Belvedere, Vídeň
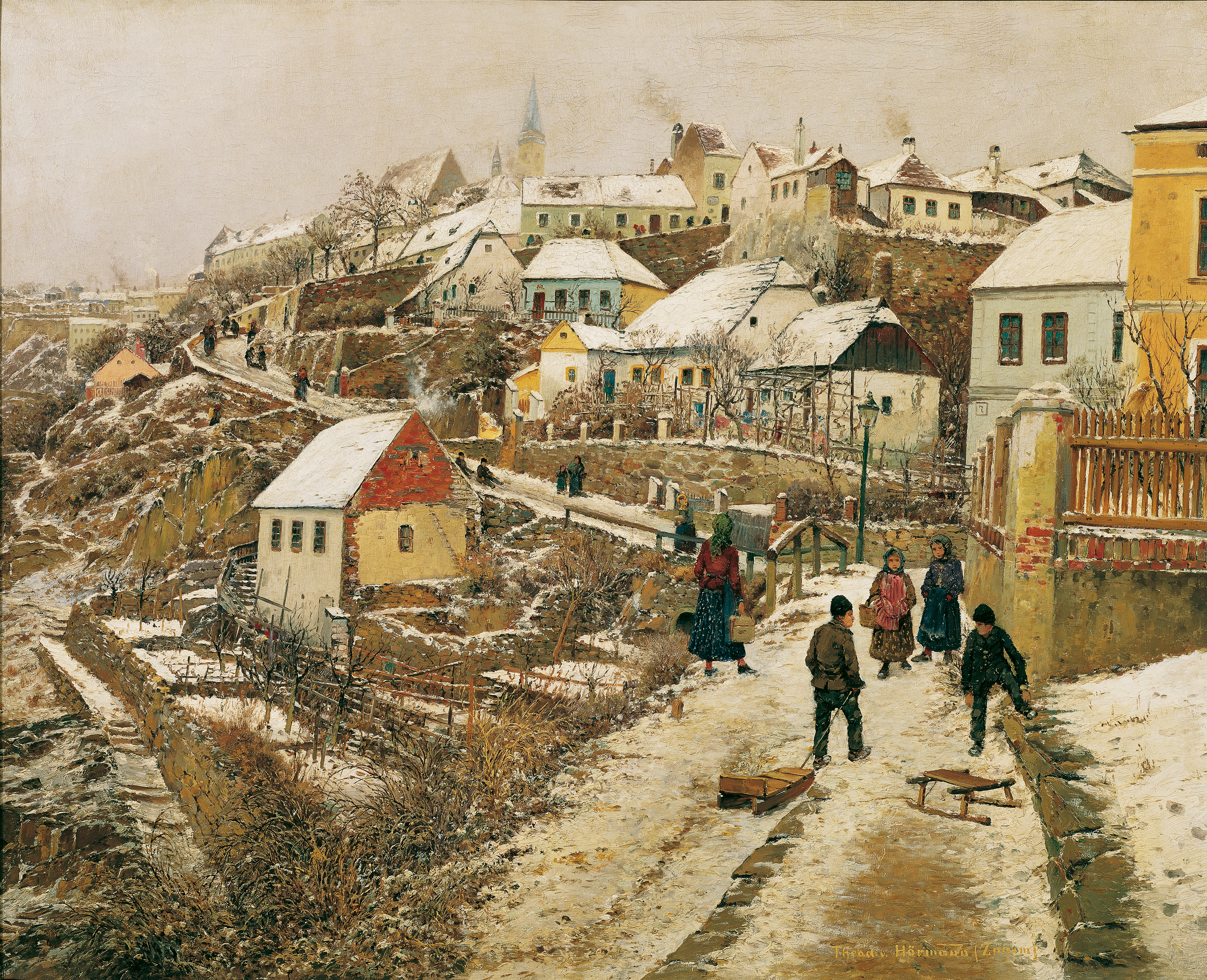
Znojmo ve sněhu II (Znaim im Schnee II), asi 1892, Belvedere, Vídeň
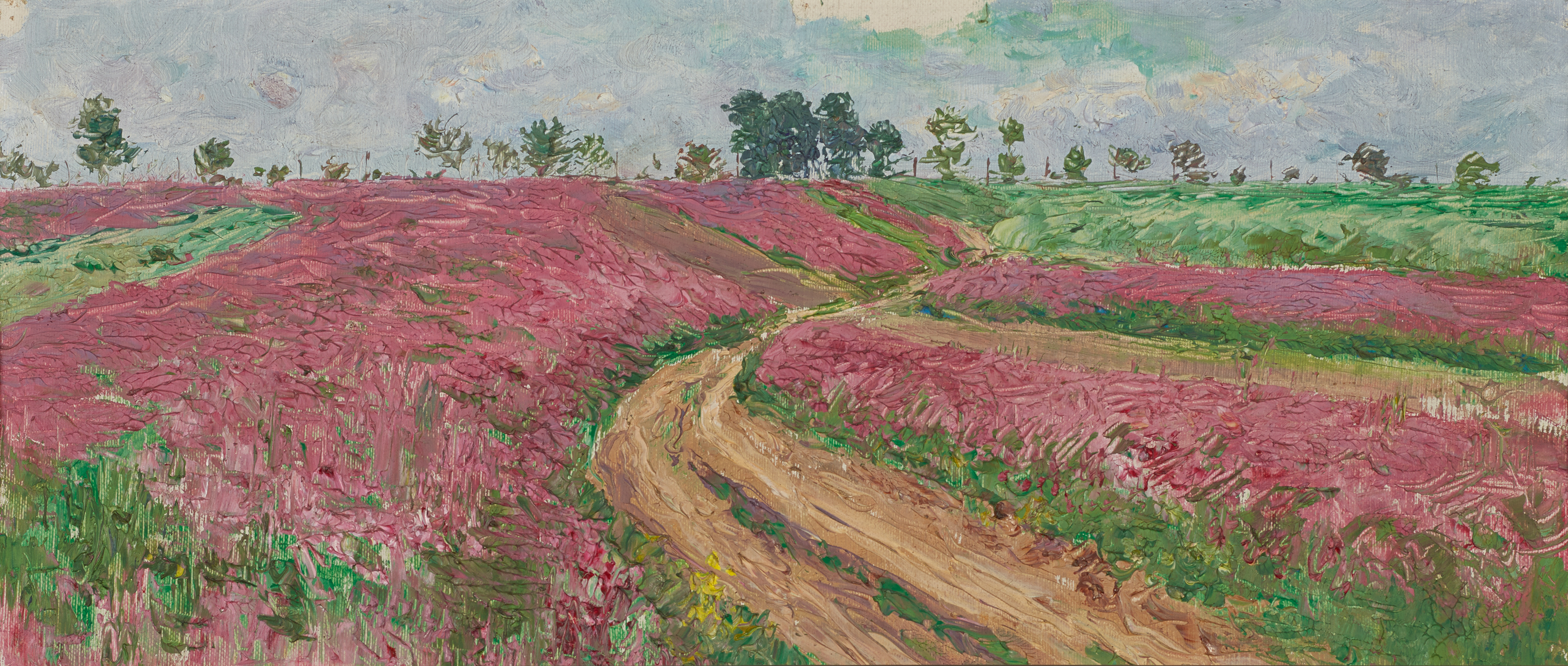
Pole Esparsette u Znojma II (Esparsettenfeld bei Znaim II), asi 1893, Belvedere, Vídeň

## Výstavy
- Theodor von Hörmann. Von Paris zur Secession. Vídeň, Leopoldovo muzeum (2016)